# Louis Nivelle
Louis Nivelle est un avocat général au parlement de Paris, né le 26 août 1638 à Aix-en-Othe d'une famille originaire de Troyes, et mort le 31 août 1718 à Paris des suites d'une chute dans l'église des religieuses du Précieux-Sang, no 23 rue Cassette. Il était avocat au Parlement de Paris

## Biographie

### Famille
Les Nivelle vivaient à Troyes au XVIe siècle et étaient à l'origine marchands papetiers qui fortune acquise firent leur ascension dans le monde de la robe.
Louis Nivelle, est le fils de François Nivelle (1592-1652), Conseiller du Roi, grenetier, ancien et triennal au grenier à sel de Villemaur, seigneur de La Mothe et de Paisy, et de son épouse Ambroise Janson (v.1598-v.1645).
De ses deux mariages, il eut 25 enfants dont huit seulement survécurent
Il épouse en premières noces:
- En 1669 Marguerite Grillard (1598-1645) avec laquelle il aura six enfants. Il habite à Paris, île Notre-Dame, rue et paroisse Saint-Louis, avec sa femme[3]

et en secondes noces :
- Le 24 juin 1689 à  Paris avec Marie Denise Riotte avec laquelle il aura
  - Louise Marie Nivelle (1690-1753), épouse Pierre Nicolas Robert de Saint-Vincent
  - Louis Nivelle (1691-1757)[Note 1], épouse Marie de La Hogue dont:
    - Marie Denise Nivelle (1732-1732)
    - Anne Louise Claude Nivelle (1732-1810), épouse Jean-Louis Le Jariel de Forges à la Chapelle du château de Versailles.

Il est mort le 30 août 1718 et fut inhumé en l'église Saint-Étienne-du-Mont, derrière le maître-autel, auprès de Blaise Pascal (1623-1642)
A sa mort, de vives discordes éclatèrent entre les enfants des deux lits ce qui donna lieu à de nombreux procès qui durèrent des années.

### Avocat au Parlement
Ses études de droit achevées, il entre au barreau de Paris et  ne tarde pas, en raison de sa remarquable éloquence, à acquérir une grande notoriété qui lui vaudra le surnom de  Langue d'Or du Parlement, que le Chancelier d'Aguesseau appelait :  Le Grand Nivelle. Parmi les causes célèbres qu'il eut à plaider on notera celle de Marie-Madeleine Anne Dreux d'Aubray , marquise de Brinvilliers, dite la Brinvilliers née le 2 juillet 1630 à Paris, rendue célèbre par l'affaire des poisons, fut jugée le 16 juillet 1676 et décapitée, en place de Grève, le 17 juillet 1676 à Paris pour crime de fratricide par empoisonnement, pour laquelle il plaida le manque de preuves et l'absence d'aveu.

## Œuvres textuelles
- 1672 (1) - 1676 (5) : six factums pour dame Marie-Madeleine d'Aubray, marquise de Brinvilliers, accusée contre dame Marie-Thérèse Mangot, veuve du sieur d'Aubray, lieutenant civil, accusatrice et monsieur le procureur général
- 1678 : factum de la dame Marie Françoise d'Albret (1650-1692), (fille de César d'Albret et  Madeleine de Guénégaud), présenté à nos seigneurs de parlement, contre les assassins du sieur, son mary: son cousin, Charles Amanieu d'Albret, sire de Pons, comte de Marennes, appelé marquis d'Albret, tué au château de Pinon le 6 août 1678, avec les arrest de la Cour intervenus les 1 et 6 du présent mois d'octobre 1678.
- 1682 :  factum pour les maîtres, gouverneurs et administrateurs, tant anciens qu'en charge de la confrérie du Saint-Sacrement de l'Autel, première érigée en l'église paroissiale Saint-Nicolas-des-Champs, à Paris... contre maître François de Mommignon... curé de la dite paroisse...
- 1683 : Cause d'audience. Observations pour messire Denis de Gedoyn, vicomte de Monteil, et dame Marguerite de Seglière, son épouse...contre messire Gilbert-Alexandre de Beausson, et de dame Jeanne de Seglière...
- 1686 : factum pour Jean-Charles Gruslé, banquier prisonnier en la Conciergerie du Palais, appelant d'une sentence rendue au Châtelet de Paris, le 3 avril...1686, contre Jean Fauconnet, fermier général des fermes unies, intimé [Note 2] , [6]
- 1687 : Mémoire pour Élisabeth Niobet, aïeule maternelle de Marie-Anne Le Comte; de la succession de laquelle il s'agit
- 1688 : factum pour François Gacon, fermier de monseigneur Louis-Marie-Victor d'Aumont 1632-1704) le duc d'Aumont, intimé contre Jacques du Troncy, appelant d'une sentence rendue au bailliage de Mâcon.
- 1691 : Plaise à Monsieur...conseiller en la cour, avoir pour recommandé en justice le bon droit pour messire Louis-Félix de Nogaret[Note 3] ,[7], marquis de la Vallette...demandeur en requête, contre messires Roger de Rochechouard de Faudouas, intimés et défendeurs.
- 1696 : Mémoire pour monsieur Henri d'Albert-Luxembourg (1630-1697), 4e duc de Piney, (fils de Marguerite-Charlotte et de son 1er mari Léon d'Albert de Luynes (1582-1630)), pair de France, contre les duc et pairs.
- 1703 : factum pour Ponce Payot, tuteur de Jean-Baptiste et Antoine-Nicolas Lardier, enfants mineurs de défunt Me Jean Lardier...et demoiselle Madeleine Morel...contre Nicolas Moreau, dit Duplessis, Me Luc Moreau, ...et consorts, se disant héritiers par bénéfice d'inventaire dudit sieur Lardier...
- 1706 : observations pour la dame Tribouleau, veuve appelante et intimée, contre le sieur Tribouleau, trésorier de France, son fils, intimé et appelant.
- 1712 : factum pour Me Jean-François-Paul Lemarié appelant...contre Pierre Hüe, intimé
- 1716 : factum  pour Pierre-Alexandre Borlier de Morival et Anne-Élisabeth Le Boucher, sa femme, appelants[Note 4] , [8]
- 1718 : mémoire instructif pour dame Louise Lignier, veuve de maître  Nicolas Roffet... et Gaspard Roffet... contre Jean Degars...
- 1732 : mémoire touchant la désunion des coches de Sens et Montereau, qui réunis en un, faisaient l'exploitation de ces deux villes.

### Factums et mémoires non datés
- Factum pour messire Louis de Lorraine (1641-1718), comte d'Armagnac...et dame Catherine de Neufville, son épouse appelants d'une sentence rendue aux Requêtes du Palais le 5 août 1683,...contre messire François d'Aubusson de la Feuillade (1631-1691), duc, pair et maréchal de France, ... tuteur des enfants mineurs de lui et de défunte dame Charlotte Gouffier (1633-1683), son épouse (Succession de Marguerite de Chabot (1565-1652), duchesse d'Elbeuf sa grand-mère paternelle)
- Consultation au sujet de l'article 221-228 concernant les dettes de la communauté dans le mariage.
- Mémoire pour madame la princesse d'Harcourt, madame de Montmartre:Françoise-Renée de Lorraine (10 janvier 1621 - 4 décembre 1682, Montmartre), abbesse de Saint-Pierre-les-Dames à Reims (1637-1644), puis abbesse de Montmartre (de 1644 à sa mort) ; ; MM les évêques d'Autun: Gabriel de Roquette et de Toul: Henri-Pons de Thiard de Bissy, M. Edme Jolly, supérieur général de la Congrégation de la Mission, les RR.PP. Jésuites, les religieux de la Mercy et autres légataires de Mademoiselle de Guise (Marie de Lorraine, duchesse de Guise 1615-1688), contre Melle  Béatrice-Hiéronyme de Lorraine, mademoiselle de Lillebonne, abbesse de l'Abbaye de Remiremont (1er juillet 1662 au 9 février 1738), Sans descendance, et madame la princesse d'Espinoy: Élisabeth-Thérèse de Lorraine (1664-1748) .